# Taiwo Aladefa
Taiwo Aladefa (sinh ngày 19 tháng 12 năm 1971) là một người vượt rào 100 m ở Nigeria đã nghỉ hưu. Theo học tại trường đại học Alabama A & M từ năm 1989 đến năm 1993. Cô vẫn là người giữ kỷ lục của trường trong các chướng ngại vật 100M (13,19 giây) và đã 16 lần là vận động viên NCAA All American. Taiwo Aladefa là thành viên của trường đại học da đen lịch sử đầu tiên từng giành chiến thắng trong bất kỳ cuộc thi điền kinh và điền kinh NCAA nào (1992). Cô đã tham gia cuộc thi vượt rào 100 mét của nữ tại Thế vận hội Mùa hè 1996.
Vẫn được xếp hạng trong số 10 Vượt rào 100 M nhanh nhất mọi thời đại. Cô đã giành giải Vàng tại các trò chơi châu Phi năm 1995 và huy chương bạc tại <a href="./ Điền kinh tại Thế vận hội toàn châu Phi năm 1991 " rel="mw:WikiLink" data-linkid="15" data-cx="{&quot;adapted&quot;:false,&quot;sourceTitle&quot;:{&quot;title&quot;:&quot;Athletics at the 1991 All-Africa Games&quot;,&quot;pageprops&quot;:{&quot;wikibase_item&quot;:&quot;Q2869102&quot;},&quot;pagelanguage&quot;:&quot;en&quot;},&quot;targetFrom&quot;:&quot;mt&quot;}" class="cx-link" id="mwCw" title=" Điền kinh tại Thế vận hội toàn châu Phi năm 1991 ">Đại hội Thể thao</a> toàn châu Phi năm 1991 và Giải vô địch châu Phi năm 1993  và giành chiến thắng tại Đại hội Thể thao toàn châu Phi năm 1995 trong kỷ lục vô địch mới 12,98 giây.
Taiwo Aladefa đã được vinh danh với giải thưởng Huyền thoại châu Phi về điền kinh năm 2011 và cũng được giới thiệu vào Đại sảnh danh vọng thể thao của Đại học Alabama A & M vào tháng 8 năm 2012. Anh trai của cô, Kehinde Aladefa đã thi đấu ở các chướng ngại vật 400 mét tại Thế vận hội Mùa hè 1996  và giành huy chương bạc và đồng tại Đại hội Thể thao toàn châu Phi năm 1995 và 1999. Anh tốt nghiệp Đại học Nam California.